# 53 Ophiuchi
53 Ophiuchi (f Ophiuchi) é uma estrela na direção da Ophiuchus. Possui uma ascensão reta de 17h 34m 36.69s e uma declinação de +09° 35′ 12.2″. Sua magnitude aparente é igual a 5.80. Considerando sua distância de 342 anos-luz em relação à Terra, sua magnitude absoluta é igual a 0.70. Pertence à classe espectral A2V.